# Ghost Dance
Ples Zemlje - verski kult
Ghost Dance — poznan tudi kot Ghost Dance 1890 — kot je zapisano v zgodovinskih podatkih, je bilo tisočletno duhovno gibanje med staroselci Američanov, ki se je začelo proti koncu leta 1888 in doseglo vrhunec pred pokolom pri Ranjenem kolenu leta 1890. Izvorna ljudstva Plesa Zemlje ne smatrajo kot ločeno verovanje, toda kot obliko molitve, ki jo izvaja katerokoli pleme.
Do leta 1880 je vlada ZDA uspela zapreti skoraj vse Indijance v rezervate z revno zemljo. Preskrba, ki je bila predmet pogodbe v zameno za zemljo, je bila ravno tako nekvalitetna in je mnogokrat sploh ni bilo. 
Do 1890 pogoji na rezervatih ne zadoščajo za osnovno preživljanje in cele nacije so stradale. Situacija je dozorela za obširnejše gibanje vstaje med Indijanci. To je bilo osnovano z Wovoka, Paijuta zdravilcem, ki je imel videnje v letu 1887. Bilo mu je naročeno, da mora učiti svoje ljudstvo deljenja medsebojne ljubezni in življenja v miru z belci, da morajo težko delati in ne lagati ali krasti.  Wovoki je bil v tem videnju razoden ples, ki ga morajo odplesati v petih dneh. To je vključevalo sklenjen krog in ritmično gibanje plesalcev v levo, med petjem posebnih pesmi o prenovljenem življenju ljudstva izvornih naseljencev v prvoten red in harmonijo. Wovoka je trdil, da bo ta ples spet privabil bizona in rešil Indijansko ljudstvo.
Novice o učenjih Wovoke so se razširile med plemena izvornih naseljencev Amerike. Najbolj navdušeni podporniki tega kulta so bili Suji. Kmalu so predstavniki plemen vse nacije prišli v Nevado na posvet z Wovoko in učenje Plesa Zemlje in petja pesmi za Ples Zemlje.
V zgodnjem oktobru 1890 je Minneconjou obiskal Sedečega bika pri Standing Rocku. Povedal mu je za njegov obisk s svakom pri Wovoki v Nevadi. Slišal je tudi za mnoge obiske drugih Indijancev pri njem. Podprli so Wovoko kot rešitelja in pripovedovali o Plesu Zemlje, ki so se ga učili. In povedali so mu o prerokbi, da bo naslednjo pomlad v času visoke trave, zemlja prekrita z novo prstjo, pod sabo pokopala vse belce. Na novo bodo zemljo prekrila drevesa, konoplja in tekoče vode; ogromne horde bizonov in divjih konj se bodo vrnile. Vsi Indijanci, ki bodo plesali Ples Zemlje, bodo vzeti v zrak in zadržani tam, medtem ko bo dodelana nova zemlja. Nato bodo tam zamenjani z dušami prednikov in le Indijanci, kot izvorni naseljenci Amerike, bodo živeli na novi zemlji.
To so verjeli in učili v vseh rezervatih Sujev. Pripadniki plemena Big Foot´s - večinoma ženske, ki so izgubile može in/ali druge moške sorodnike v spopadih z vlado - bi plesali dokler se ne bi zgrudili, v upanju da bi to zagotovilo vrnitev mrtvih bojevnikov. Sedeči bik je dvomil, da bi bili mrtvi obujeni v življenje, toda ni imel pomislekov proti temu, da ljudje plešejo Ples Zemlje. Vedel je tudi za nervozo med agenti zaradi plesa, ki so smatrali to dejavnost kot pripravo za nadaljnja sovraštva. Ni hotel, da bi vojska pobila še več njegovih ljudi. Kicking Bear mu je zagotovil, da krogle sovražnikov plesalcev ne bi pokosile, če bodo nosili majice poslikane z magičnimi simboli za Ples Zemlje. Sedeči bik se je strinjal s Kicking Bearom, da ostane pri Standing Rocku in da poučuje Ples Zemlje. To je bil povod za veriženje dogodkov, ki je vodilo do smrtnega incidenta na dan 15. decembra 1890.
Ko se je večje število ljudi angažiralo v gibanje za Ples Zemlje, je panika in histerija med Indijanskimi agenti naraščala. Agent McLaughlin je Kicking Beara odstranil iz Standing Rocka, toda to še ni ustavilo gibanja. McLaughlin je telegrafiral v Washington, s prošnjo za čete in okrivil Sedečega bika za podporo in moč, ki jo daje temu »škodljivemu sistemu verovanja«. Panična sporočila o Indijancih, ki plešejo v snegu kot obnoreli divjaki, so se vrstila. En pravi glas bivšega agenta Valentina McGillycuddya, je priporočil dovoljenje za nadaljevanje plesa.
Nazadnje, na 12. december, je bilo poslano sporočilo za aretacijo Sedečega bika. 15. decembra je 43 policistov - Indijancev obkolilo njegovo kočo še pred zoro. Tri milje stran so bili podprti s konjenico. Ko je poročnik Bull Head vstopil v kočo, je Sedeči bik spal. Medtem ko se je odpravljal in oblačil, je privolil, da odide s policijo in zaprosil, da mu osedlajo konja. Ko so zapustili kočo, je bila večja skupina plesalcev Plesa Zemlje, mnogo večja od policijskih sil, že zbrana in je izzivala policijo. Plesalec Catch-the-Bear, je povlekel puško in ustrelil poročnika Bull Heada od strani. V poskusu, da ustreli nazaj, je po nesreči zadel Sedečega bika, nakar je drug policaj, Red Tomahavk, ustrelil Sedečega bika v glavo. Veliko indijanskih agentov v policiji je bilo potem ustreljenih, preden je konjenica prispela in zaustavila boj.
Po tem dogodku so se vrstili nadaljnji, kot so sledili pri pokolu pri Ranjenem kolenu, in katerih efekt je prinesel konec kultu Ghost Dancea.